# Ambrosius Spittelmayr
Ambrosius Spittelmayr (* 1497 in Linz; † 6. Februar 1528 in Cadolzburg) war ein bekannter Vertreter der österreichisch-süddeutschen Täuferbewegung.

## Leben
Spittelmayr wurde etwa um 1497 im oberösterreichischen Linz geboren. Er studierte Theologie und erwarb hier bemerkenswerte Kenntnisse der lateinischen Sprache. Während der Reformationszeit schloss er sich der radikal-reformatorischen Täuferbewegung an. Am 25. Juli 1527 soll er von Hans Hut getauft worden sein. Von August 1527 wirkte Spittelmayr als täuferischer Wanderprediger unter anderem in Passau, Regensburg, Augsburg, Nürnberg und Erlangen. Wahrscheinlich nahm Spittelmayr im August 1527 auch auf Seiten Hans Huts an der Augsburger Märtyrersynode teil.
Doch schon einen Monat später wurde er in Erlangen wegen angeblicher Anstiftung zum Aufruhr festgenommen und am 2. Oktober auf die nahegelegene Cadolzburg überführt, wo er über mehrere Monate verhört wurde. Aus den von ihm in der Haft verfassten Bekenntnissen lässt sich ein guter Eindruck seiner Theologie gewinnen. Spittelmayr entwickelte die hutsche Theologie zu einem christlich motivierten Pazifismus weiter und befürwortete auch die Idee der Gütergemeinschaft. Den Staat als solchen lehnte er nicht ab, warf staatlichen Vertretern jedoch unchristliches Handeln vor. Im Zentrum seiner Theologie stand wie auch bei anderen Täufern eine starke in der Nachfolge Christi verwurzelte Leidensethik. Seine Positionen stehen in vielen Punkten denen von Hans Schlaffer, Leonhard Schiemer und auch von Pilgram Marpeck und Leupold Scharnschlager nahe. Nach schweren Folterungen wurde Spittelmayr am 6. Februar 1528 enthauptet.

## Taufsukzession
Die Linie der Taufsukzession geht bei Spittelmayr über Hans Hut (Pfingsten 1526) auf Hans Denck (Frühjahr 1526) zurück. Eine Taufe Dencks durch Balthasar Hubmaier (Ostern 1525) gilt inzwischen als unsicher, die weitere Taufsukzession lässt sich darum nicht bestimmen. Die in Klammern gesetzten Daten bezeichnen das jeweilige Taufdatum. Belege dazu finden sich in den Biographieartikeln der erwähnten Personen.